# Peter Wall
General Sir Peter Anthony Wall, GCB, CBE, DL, FREng (nascido em 10 de julho de 1955) é um oficial aposentado do Exército Britânico que serviu como Chefe do Estado-Maior do Reino Unido até Setembro de 2014. Wall já havia sido o Comandante-Chefe das Forças Terrestres britânicas de agosto de 2009 a setembro de 2010. Ele sucedeu o General Sir David Richards como Chefe do Estado-Maior Geral em setembro de 2010, passando um mês depois para Chefe do Estado-Maior da Defesa.

## Biografia
Filho de Dorothy Margaret (nome de batismo Waltho) e John Ramsay Wall, Peter nasceu em Ipswich, Suffolk. Durante sua juventude, ele frequentou a Escola de Whitgift e, posteriormente, foi para o Colégio Selwyn, da Universidade de Cambridge.

### Carreira Militar

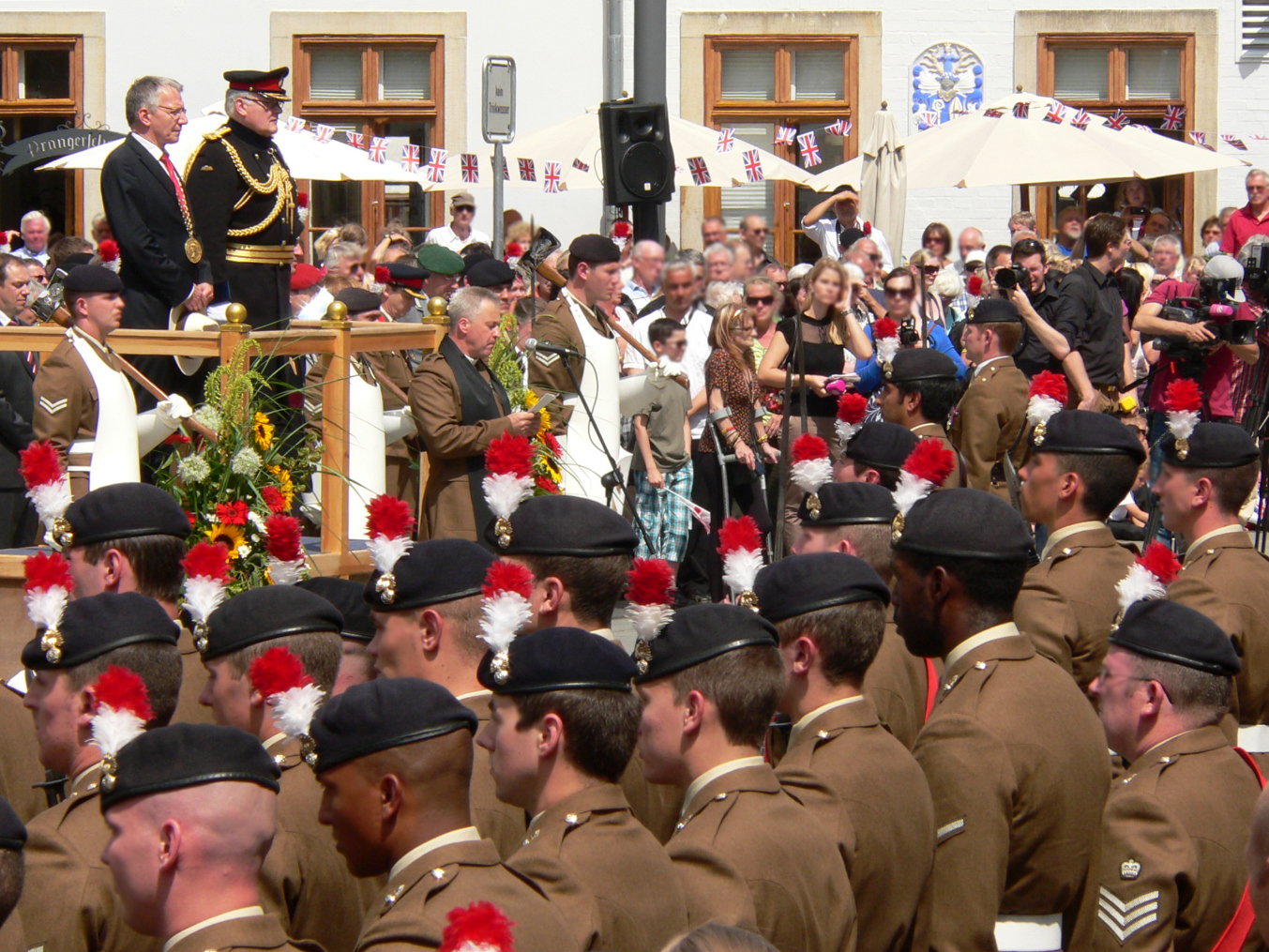
Wall participando de uma solenidade

Wall formou-se na Real Academia Militar de Sandhurst e foi comissionado para o Real Corpo de Engenharia em abril de 1974, porém foi confirmada somente em dezembro de 1974, com efeitos a partir de 9 de março do ano seguinte. Após um curto período de serviço militar, Wall estudou engenharia na Universidade de Cambridge, antes de se juntar às forças aerotransportadas e servir com os Engenheiros Reais em Belize e Rodésia. Wall foi promovido a capitão em 9 de setembro de 1980 e a major em 30 de setembro de 1987.
Ele foi nomeado Chefe do Estado-Maior da 5ª Brigada Aerotransportada em 1988, antes de comandar o 9º Esquadrão de Paraquedistas dos Engenheiros Reais em 1990. Promovido a tenente-coronel em 30 de junho de 1992, foi nomeado Comandante do 32º Regimento de Engenheiros na Alemanha em 1994, e nomeou um Oficial da Ordem do Império Britânico nas Honras de Aniversário de 1994. Ele foi alocado para a Antiga República da Iugoslávia na primavera de 1996, promovido a coronel em 30 de junho e premiado com a Comenda da Rainha por Serviços Valiosos em novembro. Ele foi então promovido a brigadeiro em 31 de dezembro de 1998 antes de assumir o comando da 24ª Brigada Aeromóvel em 1999. Wall foi o responsável por incorporar a brigada na 16ª Brigada de Assalto Aéreo no mesmo ano.

#### Alto comando
Em 2001, Wall tornou-se Chefe de Operações da Força Conjunta no Quartel-General Permanente de Northwood, e foi nomeado Comandante da Ordem do Império Britânico nas Honras do Ano Novo de 2002. Wall, em janeiro de 2003, passou a servir como Chefe de Gabinete do Contingente Nacional no Qatar, supervisionando as operações do Reino Unido no Iraque. Em maio de 2003, Wall assumiu o posto de General Officer Commanding 1st Armored Division, equivalente a major-general, no qual ele ficou responsável pela segurança em Basra, no Iraque. Em 2005, tornou-se Vice-Chefe de Operações Conjuntas na Sede Permanente Conjunta Northwood e, em 1º de agosto de 2007, foi nomeado Vice-Chefe do Estado-Maior de Defesa e promovido a tenente-general. Nomeado Cavaleiro Comandante da Ordem do Banho nas Honras de Aniversário de 2009, Wall sucedeu ao General Sir Kevin O'Donoghue como Engenheiro-Chefe Real em 10 de maio de 2009 e recebeu uma promoção ao posto de general em 17 de julho de 2009. Ele também foi nomeado ajudante-de-campo geral da rainha Elizabeth II em 30 de outubro de 2009.

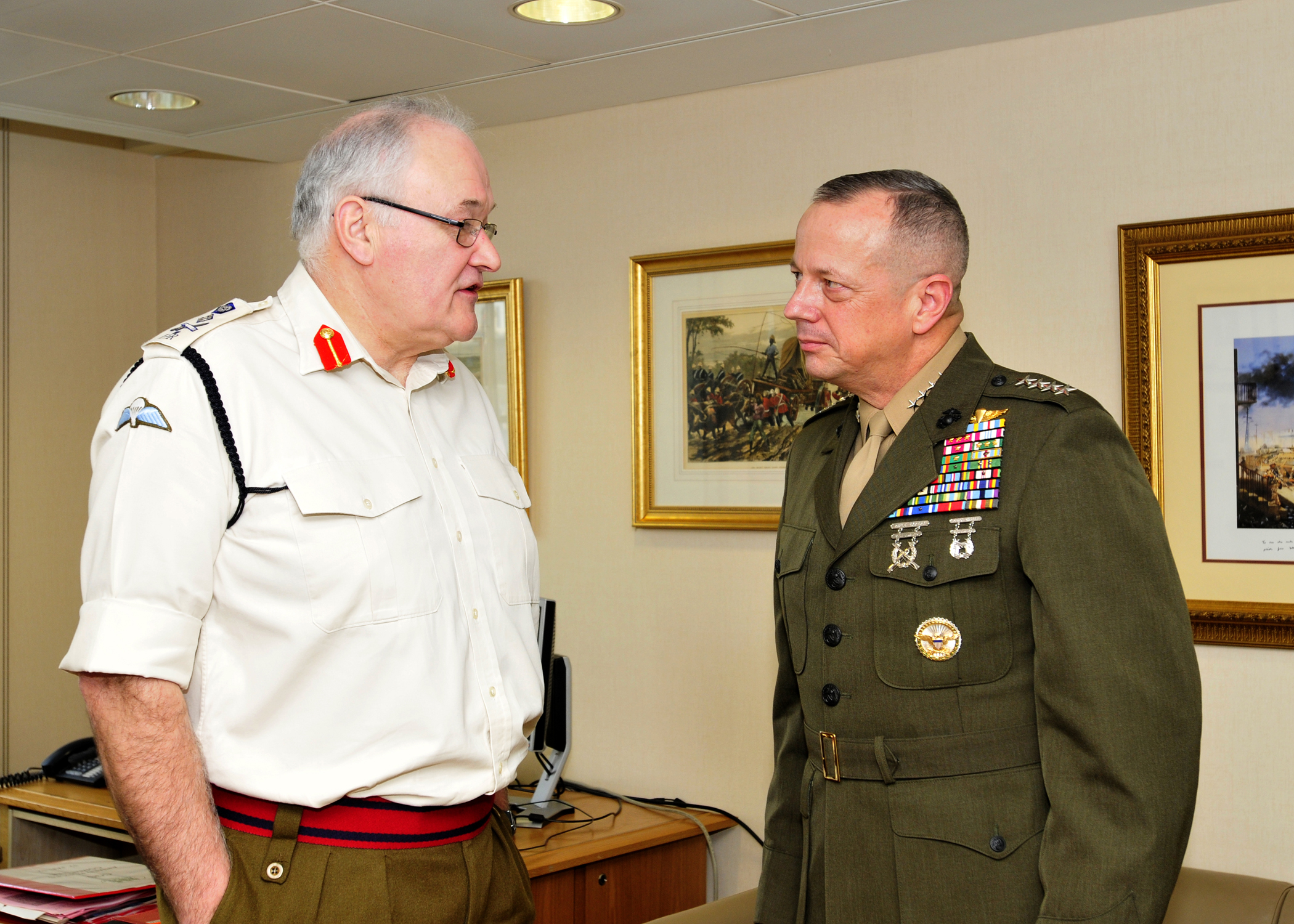
Wall se encontra com o general John R. Allen, comandante da ISAF, em janeiro de 2012.

Em 6 de janeiro de 2010, Wall deu provas ao Inquérito do Iraque no qual afirmou que as tropas estavam vulneráveis em sua base no Palácio de Basra e em maio de 2010, Wall foi listado entre os 172 principais funcionários do governo que ganham mais do que o primeiro-ministro, com um salário de £ 160-165.000, excluindo os descontos. Em 29 de julho de 2010, Wall foi nomeado como o próximo chefe do Estado-Maior, o comandante geral do exército britânico. Em 15 de setembro de 2010, Wall assumiu o posto do general Sir David Richards, se tornando chefe do Estado-Maior de Defesa no final de outubro de 2010.
Em 24 de junho de 2011, foi relatado que Wall, após questionar publicamente a gestão do conflito no Afeganistão pelo primeiro-ministro David Cameron, iria - numa grande reorganização da defesa que afetaria também os outros chefes de serviço - perder a sua posição no Conselho de Defesa, o mais alto comitê não ministerial, que toma decisões sobre todos os aspectos da política militar. Em 1 de Novembro de 2011 ele deixou o comitê.

Em meio à pressão ministerial, da mídia e política de ambos os lados da Câmara, Wall disse a uma revista do exército em abril de 2014 que suspender a proibição de mulheres servindo em unidades de combate era “algo que precisamos considerar seriamente”. Constatou-se que, de acordo com a legislação europeia, a política de impedir que soldados do sexo feminino se candidatassem a determinados cargos no exército deveria ser revisada até 2018, e que EUA, Austrália, Canadá, França, Alemanha, Holanda, Dinamarca, Noruega e Israel permitiram que as mulheres servissem em unidades de combate. O Times havia relatado que sua principal motivação para mudar essa regra era mostrar a potenciais recrutas do sexo feminino que o exército era um empregador de oportunidades iguais:
Quero que todas as mulheres do país saibam que o serviço está aberto a elas e precisamos garantir que essa mensagem seja transmitida. As mulheres precisam ver que têm oportunidades iguais em toda a organização. Permitir que elas façam parte das tropas de combate nos faria parecer mais normais para a sociedade, mas sempre haverá pessoas que dirão que o campo de batalha não é lugar para mulheres.
Wall foi nomeado Coronel Comandante dos Engenheiros Elétricos e Mecânicos Reais em 2002, e Coronel Comandante do Corpo de Engenheiros Reais em novembro de 2003. Ele foi nomeado Cavaleiro da Grande Cruz da Ordem do Banho em 2013 nas Homenagens de aniversário. De abril de 2012 a agosto de 2016, Wall serviu como Coronel Comandante da Brigada de Gurkhas.
Desde que deixou o exército, Wall é cofundador e executivo-chefe de uma consultoria de liderança e mudança, Amicus Limited.

## Vida pessoal
Em 1980 Wall casou-se com Fiona Anne Simpson; eles têm dois filhos. Seus interesses são os esportes em geral.